# Memorial Oleg Dyachenko
El Memorial Oleg Dyachenko (oficialmente:Memorial of Oleg Dyachenko) es una carrera ciclista profesional de una sola etapa, que se disputa anualmente en Rusia.
Se creó en 2004 y desde la creación de los Circuitos Continentales UCI en 2005 forma parte del UCI Europe Tour, dentro de la categoría 1.2. 
Se disputa durante el mes de mayo.

## Palmarés
| Año  | Ganador              | Segundo             | Tercero                      |
| ---- | -------------------- | ------------------- | ---------------------------- |
| 2004 | Eduard Vorganov      | Mateusz Taciak      | Iwan Wassiljewitsch Seledkow |
| 2005 | Maxim Karpatchev     | Krzysztof Kuzniak   | Eduard Vorganov              |
| 2006 | Aleksandr Kuschynski | Aleksejs Saramotins | Vladislav Borísov            |
| 2007 | Serguéi Firsánov     | Aleksejs Saramotins | Dmitri Kosiakov              |
| 2008 | Timoféi Kritski      | Daniil Komkov       | Dmitri Kosiakov              |
| 2009 | Mijaíl Antónov       | Vitali Popkov       | Oleksandr Martynenko         |
| 2010 | Aleksandr Mirónov    | Aleksandr Porsev    | Toms Skujiņš                 |
| 2011 | Dmitri Kosiakov      | Sergey Rudaskov     | Artem Topchanyuk             |
| 2012 | Aleksandr Rybakov    | Pável Kochetkov     | Sergey Rudaskov              |
| 2013 | Aleksandr Rybakov    | Andriy Khripta      | Volodymyr Homeniuk           |
| 2014 | Andréi Soloménnikov  | Ígor Bóyev          | Oleksandr Polivoda           |
| 2015 | Mykhailo Kononenko   | Oleksandr Polivoda  | Vitaliy Buts                 |

## Palmarés por países
| País        | Victorias |
| ----------- | --------- |
| Rusia       | 10        |
| Bielorrusia | 1         |
| Ucrania     | 1         |